# 2063 Бахус
2063 Бахус (2063 Bacchus) — астероїд групи Аполлона, відкритий 24 квітня 1977 року. Названий на честь Бахуса — бога вина й розваг, сина Юпітера й Семели.
У березні 1996 року було проведено радіоспостереження за астероїдом, яке дало змогу отримати модель об'єкта.
Найменша відстань перетину орбіт щодо Землі — 0,0673551 а. о.